# Khorata zhui
Khorata zhui là một loài nhện trong họ Pholcidae. Loài này được phát hiện ở Trung Quốc và được Zhang mô tả khoa học lần đầu tiên năm 2008.